# لیگنس آئرینس کونگولایسز
لیگنس آئرینس کونگولایسز (به انگلیسی: Lignes Aériennes Congolaises) یک شرکت هواپیمایی با کد یاتا 4V است که در ۲۰۰۵ میلادی تأسیس شده‌است. دفتر مرکزی لیگنس آئرینس کونگولایسز در کینشاسا، جمهوری دموکراتیک کنگو واقع شده‌است و قطب این شرکت هواپیمایی در فرودگاه بین‌المللی حراره قرار دارد و به ۱۱ مقصد، پرواز انجام می‌دهد.